# Gigasiphon macrosiphon
Gigasiphon macrosiphon é uma espécie vegetal da família Fabaceae.
Pode ser encontrada nos seguintes países: Quénia e Tanzânia.
Está ameaçada por perda de habitat.